# Nintendo Switch Sports
Nintendo Switch Sports ist ein Sportsimulations-Videospiel, das von Nintendo für Nintendo Switch entwickelt und veröffentlicht wurde. Es ist der vierte Teil der Wii-Sports-Reihe und erschien am 29. April 2022 als Download- sowie Kartenversion. Das Spiel konnte ein paar Tage zuvor als Pre-Order-Version geladen werden.

## Gameplay
Nintendo Switch Sports bestand zum Release aus drei Sportarten aus den Vorgängern (Tennis, Bowling und Kendō (im Spiel „Chambara“ genannt)) und drei neuen Sportarten (Fußball, Volleyball und Badminton). Mit Golf wurde eine weitere Sportart per Software-Update am 29. November gleichen Jahres hinzugefügt. Zum 10. Juli 2024 wurde Basketball ebenfalls als kostenloses Update hinzugefügt.
Die Spieler verwenden die Joy-Con der Nintendo Switch analog zur Wiimote bei Wii Sports, indem sie sie so positionieren, dass sie die tatsächliche Sportart nachahmen. Die in den Joy-Con eingebettete Gyroskop-Funktionalität wird verwendet, um Bewegungen im Spiel zu simulieren, im Gegensatz zur Verwendung der Wii-Fernbedienung (und gelegentlich des Nunchuks) zur Simulation von Bewegungen in den anderen Spielen der Serie.
Neben den Miis gibt es auch neue Avatare namens „Sportsmates“, die größere Proportionen und detailliertere Haare haben.
Das in Ring Fit Adventure eingeführte Beinschlaufen-Zubehör ist in der physischen Kopie des Spiels enthalten und kann im Fußball verwendet werden.

## Entwicklung
In einer Nintendo Direct am 9. Februar 2022 wurde angekündigt, dass am 29. April 2022 ein neuer Teil der Wii-Sports-Reihe mit dem Titel Nintendo Switch Sports für Nintendo Switch erscheinen wird. Zudem gab es am 18. bis 20. Februar ein Online-Play-Test-Programm für Nintendo Switch Online-Abonnenten.

## Rezeption
Nintendo Switch Sports erhielt überwiegend durchschnittliche Bewertungen. Die Rezensionsdatenbank Metacritic aggregiert 118 Rezensionen zu einem Mittelwert von 72/100 Punkten. Der User Score beträgt lediglich 6.0, bemängelt wird häufig ein geringer Spieleinhalt. 